# Altenkrempe
Altenkrempe település Németországban, Schleswig-Holstein tartományban. Lakosainak száma 1157 fő (2023. december 31.). Altenkrempe Schönwalde am Bungsberg, Kasseedorf, Schashagen és Neustadt in Holstein községekkel határos.

## Népesség
A település népességének változása:
| Lakosok száma | 1074 | 1069 | 1106 | 1115 | 1134 | 1131 | 1157 |
|               | 1975 | 2014 | 2017 | 2019 | 2021 | 2022 | 2023 |